# Борзнянская волость
Борзнянская волость — административно-территориальная единица Борзнянского уезда Черниговской губернии (существовавшая в 1781—1923 годы) с центром в уездном городе Борзна.
По состоянию на 1885 год состояла из 24 поселений, 30 сельских общин с населением 7321 человек (3712 — мужского пола и 3609 — женского) в 1343 дворовых хозяйства .
| Земля    | Площадь, дес. | Площадь пахотных, дес. |
| -------- | ------------- | ---------------------- |
| Общинная | 13.015        | 5.287                  |
| Частная  | 9.434         | 4.537                  |
| Казённая | 50            | 0                      |
| Другая   | 382           | 250                    |
| Всего    | 18.094        | 10.074                 |

Основные поселения волости:
- Кинашевка — помещичье село, 899 человек, 219 дворов, православная церковь, паровая мельница, винокуренный завод.
- Красный Стал — бывшее казённое село, 353 человека, 70 дворов, православная церковь, постоялый двор.
- Оленевка — бывшее казённое и помещичье село у реки Оленевке, 1689 человек, 331 двор, 2 православные церкви, 2 постоялых двора, скамейка, 4 ветряные мельницы.
- Прачи — бывшее казённое и помещичье село, 553 человека, 65 дворов, православная церковь.
- Ховмы — бывшее казённое и помещичье село у реки Береза, 776 человек, 146 дворов, православная церковь, постоялый двор, ветряная мельница.
- Часниковка — бывшее помещичье село у реки Борзна, 301 человек, 55 дворов, 2 православные церкви, крупорушка.
- Ядуты — бывшее казённое и помещичье село, 1572 человека, 290 дворов, православная церковь, 2 постоялых двора, лавка, водяная мельница, крупорушка.